# Gerd (satèl·lit)
Gerd (Saturn LVII), conegut provisionalment com a S/2004 S 25, és un satèl·lit natural de Saturn. El seu descobriment va ser anunciat per Scott S. Sheppard, David C. Jewitt i Jan Kleyna el 7 d'octubre de 2019 a partir d'observacions realitzades entre el 12 de desembre de 2004 i el 22 de març de 2007. Va rebre la seva designació permanent l'agost de 2021. El 24 d'agost de 2022, va rebre el nom oficial de Gerðr, un jötun de la mitologia nòrdica. És l'esposa de Freyr i la personificació del sòl fèrtil.
Gerd fa uns 4 quilòmetres de diàmetre i orbita Saturn a una distància mitjana de 21,174 Gm en 1150,69 dies, amb una inclinació de 173° respecte a l'eclíptica, en direcció retrògrada i amb una excentricitat de 0,442.